# Мунстер (Эрце)
Мунстер (нем. Munster) — город в Германии, районный центр, расположен в земле Нижняя Саксония на реке Эрце.
Входит в состав района Зольтау-Фаллингбостель. Население составляет 16 165 человек (на 31 декабря 2010 года). Занимает площадь 193,41 км². Официальный код — 03 3 58 016.

## Достопримечательности
В городе находится популярный танковый музей (Deutsches Panzermuseum).

## Города-побратимы
- Рэдклифф, Кентукки, Соединённые Штаты Америки, с 1984 года
- Мичуринск, Россия, с 1991 года
- Эраньи, Франция, с 1999 года